# Курбанова, Зайнаб-биби
Зайнаб-биби Курбанова (1887—1928) — советский государственный, политический и общественный деятель Таджикистана; председатель Исполнительного комитета Совета депутатов трудящихся Локай-Таджикского района Таджикской АССР.
Активист за освобождение и равноправие женщины в советском Таджикистане. Участница Конференции свободных женщин Средней Азии (Ташкент, июнь 1927), делегат 2-го Всесоюзного съезда работниц и крестьянок (Москва, октябрь 1927).

## Этимология суффикса имени
Зайна́б-биби́ — в некоторых индоиранских языках уважительное обращение к женщине по имени Зайнаб, буквально «госпожа Зайнаб». В публицистике может использоваться как прозвание, заменяющее полное личное имя.

## Биография
Ранние годы
Родилась Зайнаб в 1887 году в кишлаке Бошкенгаш Гиссарского бекства Бухарского эмирата в бедной дехканской семье. Когда девочке исполнилось 8 лет — согласно древним традициям шариата она была отдана в замужество. Её мужем стал Худойберды Хакназар — «человек пожилой, через 12 лет умерший своей смертью», и она стала 20-летней вдовой; «годы замужества запечатлелись в ее памяти как бесконечно длинная тёмная ночь, полная трудов без благодарности, полуголодного прозябания и нескончаемых оскорблений и унижений». Затем — «по закону шариата» — она стала женой Курбана Ишмухаммада, который также умер через год, следом — она стала «женой по наследству» к старшему брату последнего мужа…
У неё родилось четверо детей: дочь и три сына.
Новая жизнь
Согласно воспоминаниям, изложенным в литературном произведении таджикского писателя Ф. Мухаммадиева — повести «Зайнаб-биби» (Душанбе, 1964), новая жизнь для Зайнаб началась летом 1922 года — по воле случая: «…Однажды командир кавалерийского взвода Александр Васильев, отправившись с бойцами в кишлак Бошкенгаш за провизией и фуражом, привёз оттуда избитую до полусмерти женщину с вывихнутой рукой и троих её …, голодных и плачущих ребятишек. — Это была Зайнаб Курбанова».
C тех пор она с детьми оказалась при воинском гарнизоне РККА, дислоцировавшемся в Кокташе. Со временем стала работать по хозяйству на правах вольнонаёмной, а затем — когда в начале лета 1923 года предводитель басмачества Ибрагим-бек организовал очередной басмаческий поход в Восточной Бухаре — она, впервые надев военную форму кавалериста, встала в строй. На протяжении ряда лет, будучи в составе кавалерийского эскадрона РККА участвовала в десятках схваток с басмаческими бандами, проявив себя не только как смелый боец-кавалерист, но и инициативный, обладающий организаторскими способностями лидер. Когда в 1924 году в Кокташе образовался Ревком (Военно-революционный комитет) Локай-Таджикского района Таджикской АССР Зайнаб Курбанову назначили заместителем председателя этого комитета; Предревкома был назначен Низомиддин Каримов.
К осени 1926 года басмаческие банды были полностью разгромлены. Изменение социально-политической ситуации позволило провести реформу: были объявлены всеобщие выборы, и вместо ревкомов созданы избираемые народом местные кишлачные Советы — по итогам выборов Зайнаб Курбанова была избрана председателем Кокташского сельсовета.
Летом 1927 года Зайнаб послали в Ташкент на Конференцию свободных женщин Средней Азии (июль 1927). Там её избрали делегатом и послали в Москву на 2-й Всесоюзный съезд работниц и крестьянок (октябрь 1927). В начале 1928 года она была принята кандидатом в члены коммунистической партии Таджикистана.
20 июля 1928 года — по итогам новых выборов в местные Советы народных депутатов, Зайнаб Курбанова была избрана председателем Исполнительного комитета Совета депутатов трудящихся Локай-Таджикского района Таджикской АССР.
Кровавая ночь
23 июля 1928 года Зайнаб Курбанова была убита — по сути, на рабочем месте. Жесточайшее преступление осуществили трое врагов советской власти из числа местных жителей. Прокравшись под покровом ночи на территорию райисполкома, где в силу обстоятельств жили руководители, убийцы застрелили её из револьвера, затем нанесли ей множество ножевых ударов, довершив кровавую расправу. Одновременно с ней был убит и зампред исполкома Бекмухаммадов.

## Память
- В 1964 году опубликована историческая повесть «Зайнаб-биби». В литературном произведении запечатлён героический яркий образ первой женщины-таджички — государственного деятеля, образ женщины-борца за свои права, за справедливость, навсегда запечатлевшийся в памяти народа.
- В память о Курбановой Зайнаб-биби — героине борьбы за права и свободу женщин и установление советской власти в Таджикистане — поставлен памятник — бюст на территории Мемориального комплекса в пгт Ленинском (ныне пгт Сомониён) Ленинского района Таджикской ССР (ныне район Рудаки Таджикистана).
- Её имя отразилось в городской топонимике — увековечено в названии улицы в столице Таджикистана — городе Душанбе[6].
- Её имя было присвоено одному из производственных объединений столицы Таджикистана — его носит «Душанбинское швейно-трикотажное объединение им. Зайнаб-биби», трудовой коллектив которого в основном состоял из женщин.
- В её честь назван джамоат района Рудаки — Зайнабобод.